# Miss USA 2011
Miss USA 2011 foi a 60ª edição do concurso, realizada no dia 19 de junho, no Teatro de Artes e Performances do Planet Hollywood Resort and Casino, em Las Vegas, Nevada. Rima Fakih, Miss USA 2010, coroou sua sucessora, a californiana Alyssa Campanella, que representou os Estados Unidos no Miss Universo 2011, realizado no dia 12 de setembro em São Paulo, Brasil. Este evento foi o primeiro do novo contrato entre a NBC e a Miss Universe Organization, válido até 2013. Candidatas dos 50 Estados americanos e do Distrito de Columbia disputaram o título.
Pela primeira vez, uma semi-finalista do Miss USA foi escolhida pelo voto popular no site do concurso e mensagens de texto (apenas para os Estados Unidos).

## Mudanças no critério de classificação
A partir desta edição do Miss USA, passou a ser adotado o seguinte critério de classificação: 16 semi-finalistas, sendo 15 escolhidas pelo júri preliminar e membros da MUO e uma escolhida pelo voto popular. Depois, esse número caiu para 8 semi-finalistas após a prova de trajes de banho. Encerrada a etapa de trajes de gala, o número de finalistas que era de cinco caiu para quatro. Esse grupo passou a participar da entrevista final que determina a escolha da representante americana no Miss Universo.

## Resultados
| Colocação     | Candidata         | Estado       |
| Miss USA 2011 | Alyssa Campanella | * Califórnia |
| 2º lugar      | Ashley Durham     | * Tennessee  |
| 3º lugar      | Madeline Mitchell | Alabama      |
| 4º lugar      | Ana Rodriguez     | Texas        |

### Semifinalistas
- Top 8:

| Candidata       | Estado          |
| Allyn Rose      | Maryland        |
| Angela Byrd     | Havaí           |
| Ashley Marble   | Maine           |
| Courtney Turner | Carolina do Sul |

- Top 16:

| Candidata           | Estado        |
| Hope Driskill       | Missouri      |
| Brittany Brannon    | Arizona       |
| Lissette Garcia     | Flórida       |
| Kaylin Reque        | Geórgia       |
| Brittany Toll       | Novo México † |
| Jamie Crandall      | Utah          |
| Jillian Wunderlich  | Indiana       |
| Amber Marie Collins | Nova York     |

† Escolhida pelo voto popular americano via Internet e SMS

### Premiações especiais
| Premiação      | Candidata        | Estado   |
| Miss Simaptia  | Kia Hampton      | Kentucky |
| Miss Fotogenia | Brittany Brannon | Arizona  |

## Candidatas
Em 10 de janeiro de 2011, todas as 51 candidatas tinham sido eleitas, no entanto duas delas precisaram ser substituídas:
| Estado               | Nome                 | Cidade          | Idade1 | Altura (pés/cm) | Classificação                                  | Premiações Especiais | Notas |
| -------------------- | -------------------- | --------------- | ------ | --------------- | ---------------------------------------------- | -------------------- | --- |
| Alabama              | Madeline Mitchell    | Russellville    | 22     | 5'8"/1,77       | 3ª colocada                                    |                      | |
| Alaska               | Jessica Chuckran     | Anchorage       | 24     | 5'9"/1,80       |                                                |                      | Competidora no National Sweetheart 2008 |
| Arizona              | Brittany Brannon     | Paradise Valley | 22     | 5'5"/1,68       | Top 16                                         |                      | Anteriormente Miss Teen America 2007 |
| Arkansas             | Lakynn McBride       | White Hall      | 20     | 5'8"/1,77       |                                                |                      | |
| Califórnia           | Alyssa Campanella    | Los Angeles     | 21     | 5'8"/1,77       | MISS USA 2011                                  |                      | Anteriormente Miss New Jersey Teen USA 2007 e 2ª colocada no Miss Teen USA 2007                                                                                          |
| Colorado             | Blair Griffith       | Denver          | 23     | 5'5"/1,68       |                                                |                      | Anteriormente Miss Colorado Teen USA 2006 |
| Connecticut          | Regina Turner        | Hartford        | 21     | 5'8"/1,77       |                                                |                      | |
| Delaware             | Katie Hanson         | Newark          | 20     | 5'9"/1,80       |                                                |                      | |
| Distrito de Columbia | Heather Swann        | Washington      | 23     | 5'7"/1,74       |                                                |                      | |
| Florida              | Lissette Garcia      | Miami           | 26     | 5'11"/1,56      | Top 16                                         |                      | Queen Of The World 2006, Miss Cuban-American 2007, Top 8 no Reina Hispanoamericana 2007, Semifinalista no Nuestra Belleza Latina 2008                                    |
| Georgia              | Kaylin Reque         | Suwanee         | 22     | 5'9"/1,80       | Top 16                                         |                      | |
| Havaí                | Angela Byrd          | Honolulu        | 23     | 5'10"/1,55      | Top 8                                          |                      | |
| Idaho                | Erza Haliti          | Meridian        | 20     | 5'7"/1,74       |                                                |                      | Nascida no Kosovo |
| Illinois             | Angela Sparrow       | Chicago         | 25     | 5'6"/1,71       |                                                |                      | |
| Indiana              | Jillian Wunderlich   | Kokomo          | 20     | 5'6"/1,71       | Top 16                                         |                      | Anteriormente Miss Florida Teen USA 2008 e top 15 no Miss Teen USA 2008                                                                                                  |
| Iowa                 | Rebecca Goldsmith    | Chariton        | 26     | 5'9"/1,80       |                                                |                      | |
| Cansas               | Jaymie Stokes        | Lenexa          | 20     | 5'11"/1,56      |                                                |                      | Anteriormente Miss Kansas Teen USA 2007 e semifinalista (top 10) no Miss Teen USA 2007                                                                                   |
| Kentucky             | Kia Hampton          | Louisville      | 22     | 5'5"/1,68       |                                                |                      | |
| Luisiana             | Page Pennock         | Shreveport      | 21     | 5'10"/1,55      |                                                |                      | |
| Maine                | Ashley Marble        | Topsfield       | 27     | 5'10"/1,55      | Top 8                                          |                      | Foi Miss Maine Teen USA 2000. Assumiu o título com a renúncia da vencedora original, Emily Johnson, para assistir ao casamento de sua irmã                               |
| Maryland             | Allyn Rose           | Newburg         | 23     | 5'9"/1,80       | Top 8                                          |                      | Anteriormente Miss Sinergy 2010 |
| Massachusetts        | Alida D'Angona       | Bolton          | 24     | 5'8"/1,77       |                                                |                      | |
| Michigan             | Channing Pierce      | Royal Oak       | 24     | 5'9"/1,80       |                                                |                      | |
| Minnesota            | Brittany Thelemann   | Plymouth        | 24     | 5'9"/1,80       |                                                |                      | |
| Mississippi          | Keeley Patterson     | Starkville      | 20     | 5'8"/1,77       |                                                |                      | |
| Missouri             | Hope Driskill        | Jefferson City  | 21     | 5'9"/1,80       | Top 16                                         |                      | |
| Montana              | Brittany Wiser       | Bozeman         | 23     | 5'8"/1,77       |                                                |                      | Foi Miss Montana 2009 |
| Nebrasca             | Haley Jo Herold      | Omaha           | 23     | 5'7"/1,74       |                                                |                      | |
| Nevada               | Sarah Chapman        | Henderson       | 27     | 5'10"/1,55      |                                                |                      | Top 15 no Miss California USA 2010, 5ª colocada no Miss California USA 2009, top 10 no Miss California USA 2008 e 2007, e irmã da Miss California USA 2004 Ellen Chapman |
| Nova Hampshire       | LacyJane Folger      | Farmington      | 22     | 5'6"/1,71       |                                                |                      | |
| Nova Jérsei          | Julianna White       | Haddon Township | 22     | 5'7"/1,74       |                                                |                      | Foi Miss New Jersey Teen USA 2006 e top 10 no Miss Teen USA 2006 |
| Novo México          | Brittany Toll        | Las Cruces      | 24     | 5'9"/1,80       | Top 16 (escolha do público via Internet e SMS) |                      | Miss New Mexico Teen USA 2005, top 10 no Miss Teen USA 2005 e integrante da Teach for America em 2009                                                                    |
| Nova York            | Amber Marie Collins  | Manhattan       | 26     | 5'9"/1,80       | Top 16                                         |                      | |
| Carolina do Norte    | Brittany York        | Willmington     | 21     | 5'6"/1,71       |                                                |                      | |
| Dacota do Norte      | Brandi Schoenberg    | Bismarck        | 26     | 5'10"/1,55      |                                                |                      | |
| Ohio                 | Ashley Caldwell      | Gallipolis      | 24     | 5'8"/1,77       |                                                |                      | Top 15 no Miss Ohio USA 2010 |
| Oklahoma             | Kaitlyn Smith        | Norman          | 22     | 5'8"/1,77       |                                                |                      | |
| Oregon               | Anna Prosser         | Portland        | 26     | 5'9"/1,80       |                                                |                      | Competidora no National Sweetheart 2008 |
| Pensilvânia          | Amber Watkins        | Filadélfia      | 26     | 5'7"/1,74       |                                                |                      | |
| Rhode Island         | Kate McCaughey       | Lincoln         | 23     | 5'4"/1,65       |                                                |                      | |
| Carolina do Sul      | Courtney Turner      | North Augusta   | 21     | 5'7"/1,74       | Top 8                                          |                      | Foi Miss Teen United States 2009 |
| Dacota do Sul        | Chandra Burnham      | Highmore        | 23     | 5'4"/1,65       |                                                |                      | |
| Tennessee            | Ashley Durham        | Adamsville      | 21     | 5'9"/1,80       | 2ª colocada                                    |                      | Foi Miss Tennessee Teen USA 2006 |
| Texas                | Ana Rodriguez        | Laredo          | 25     | 5'8"/1,77       | 4ª colocada                                    |                      | Foi semi-finalista no Miss Texas USA 2007) (top 15), 3ª colocada no Miss Texas USA 2008 e 2009 e 2ª colocada no Miss Texas USA 2010                                      |
| Utah                 | Jamie Crandall       | Salt Lake City  | 23     | 5'8"/1,77       | Top 16                                         |                      | |
| Vermont              | Lauren Carter        | Burlington      | 21     | 5'8"/1,77       |                                                |                      | |
| Virgínia             | Nikki Poteet         | Richmond        | 24     | 5'10"/1,55      |                                                |                      | |
| Washington           | Angelina Kayyalaynen | Vancouver       | 21     | 5'8"/1,77       |                                                |                      | Nascida na Ucrânia |
| Virgínia Ocidental   | Whitney Veach        | Petersburg      | 24     | 5'5"/1,68       |                                                |                      | Anteriormente Miss West Virginia Teen USA 2003 |
| Wisconsin            | Jordan Morkin        | Oneida          | 20     | 5'5"/1,68       |                                                |                      | |
| Wyoming              | Kaitlyn Davis        | Laramie         | 20     | 5'9"/1,80       |                                                |                      | |

## Concursos Estaduais
Todas as 51 candidatas ao título de Miss USA foram eleitas entre julho de 2010 e janeiro de 2011. O último concurso aconteceu no Arcansas, em 9 de janeiro.

## Importância histórica
- Alyssa Campanella se tornou a terceira vencedora do Miss USA de cabelos ruivos, apesar de esta não ser a sua cor natural (ela era loira antes da modificação para o concurso);[18]
- Campanella também se tornou a melhor candidata classificada no Miss Teen USA (segundo lugar em 2007) a vencer o título adulto;
- A Califórnia venceu o Miss USA após um jejum de 19 anos (o último título do Estado foi conquistado por Shannon Marketic, em 1992);
- O Tennessee fez a sua sexta classificação consecutiva e a melhor desde a eleição de Rachel Smith como Miss USA 2007;
- O Alabama obteve a sua melhor classificação desde o segundo lugar obtido em 2003;
- O Texas obteve a sua melhor classificação desde a coroação de Crystle Stewart em 2008;
- A representante do Novo México, Brittany Toll, se tornou a primeira candidata estadual a passar às semi-finais na história do Miss USA após a introdução das novas tecnologias (votação via Internet e SMS). A última classificação do Estado havia acontecido em 2004.

## Celebração das vencedoras
Como parte da programação dos 60 anos do Miss USA, 36 vencedoras do título nacional assistiram ao concurso deste ano. Algumas delas estão listadas abaixo:
| - Myrna Hansen - Miss USA 1953 - Miriam Stevenson - Miss Universo 1954 - Charlotte Sheffield - Miss USA 1957 - Terry Lynn Huntingdon - Miss USA 1959 - Marite Ozers - Miss USA 1963 - Bobbie Johnson - Miss USA 1964 - Sue Ann Downey - Miss USA 1965 - Sylvia Hitchcock - Miss Universo 1967 - Wendy Dascomb - Miss USA 1969 - Tanya Wilson - Miss USA 1972 - Karen Morrison - Miss USA 1974 - Barbara Peterson - Miss USA 1976 - Kimberly Tomes - Miss USA 1977 - Judi Andersen - Miss USA 1978 - Jineane Ford - Miss USA 1980 - Terri Utley - Miss USA 1982 - Julie Hayek - Miss USA 1983 - Gretchen Polhemus - Miss USA 1989 | - Carole Gist - Miss USA 1990 - Shannon Marketic - Miss USA 1992 - Kenya Moore - Miss USA 1993 - Shanna Moakler - Miss USA 1995 - Brook Lee - Miss Universo 1997 - Brandi Sherwood - Miss USA 1997 - Kimberly Pressler - Miss USA 1999 - Kandace Krueger - Miss USA 2001 - Susie Castillo - Miss USA 2003 (como co-apresentadora) - Shandi Finnessey - Miss USA 2004 - Chelsea Cooley - Miss USA 2005 - Tara Conner - Miss USA 2006 - Rachel Smith - Miss USA 2007 - Crystle Stewart - Miss USA 2008 - Kristen Dalton - Miss USA 2009 - Rima Fakih - Miss USA 2010 (encerrando seu reinado) - Alyssa Campanella - Miss USA 2011 (como atual detentora do título) |

## Candidatas que participaram de outros concursos
- Nove candidatas competiram anteriormente no Miss Teen USA:
- Curiosamente, duas ex-misses Nova Jersey Teen USA irão competir novamente uma contra a outra. Essa situação nunca acontecera antes.

As seguintes candidatas competiram no concurso Miss America:
- Miss Montana- Brittany Wiser foi anteriormente Miss Montana America 2009.

As seguintes candidatas competiram no concurso Miss Teen USA:
- Miss California USA- Alyssa Campanella foi anteriormente Miss New Jersey Teen USA 2007 e ficou em segundo lugar no Miss Teen USA 2007.
- Miss Colorado USA- Blair Griffith foi anteriormente Miss Colorado Teen USA 2006.
- Miss Indiana USA- Jillian Wunderlich foi anteriormente Miss Florida Teen USA 2008 e ficou entre as 15 semi-finalistas do Miss Teen USA 2008.
- Miss Kansas USA- Jaymie Stokes foi anteriormente Miss Kansas Teen USA 2007 e se classificou entre as 10 semifinalistas do Miss Teen USA 2007.
- Miss Maine USA- Ashley Marble foi anteriormente Miss Maine Teen USA 2000 e agora se torna o mais longo retorno a concursos nacionais, como Ashley vencera seu título adolescente 11 anos antes. O hiato mais longo anterior pertenceia a Aureana Tseu, Miss Hawaii USA 2009, que retornara após 10 anos.
- Miss Nova Jérsei USA - Julianna White foi Miss New Jersey Teen USA 2006 e ficou entre as 10 semi-finalistas do Miss Teen USA 2006.
- Miss Novo México USA- Brittany Toll foi anteriormente Miss New Mexico Teen USA 2005 e ficou entre as 10 semi-finalistas no Miss Teen USA 2005.
- Miss Tennessee USA - Ashley Durham foi anteriormente Miss Tennessee Teen USA 2006.
- Miss Virgínia Ocidental USA- Whitney Veach foi anteriormente Miss West Virginia Teen USA 2003.

As seguintes candidatas participaram do concurso Miss Teen America:
- Miss Arizona USA - Brittany Brannon foi anteriormente Miss Teen America 2007.

## Substituições
- Ashley Marble recebeu o título de Miss Maine USA em janeiro de 2011, após a vencedora original Emily Johnson devolver o título original por razões familiares de emergência.
- A vencedora original do Miss Wisconsin USA, Shaletta Porterfield, renunciou por razões pessoais em Maio de 2011. A segunda colocada, Jordan Morkin, assumiu o titulo estadual e competiu no Miss USA.

## Mudança no horário do concurso
Após dois anos sendo exibida na faixa das 19 às 21h, a transmissão do concurso Miss USA retornou para a faixa nobre das 21 às 23h (horários da costa leste americana). Pela grade da NBC, o evento foi precedido pela conclusão da rodada final do 111º U.S. Open de golfe, uma edição reduzida de Minute to Win It e uma reprise de America's Got Talent.

## Audiência
Beneficiada pelos altos índices da rodada final do U.S. Open de golfe, vencido pelo norte-irlandês Rory McIlroy, a NBC liderou a média de audiência americana do horário nobre do domingo do Miss USA 2011 com 6,6 milhões de telespectadores, contra 5,3 milhões da CBS, 3,9 milhões da ABC e 2,8 milhões da Fox.
Na faixa de exibição do concurso (21 às 23h, hora da costa leste), a NBC teve um crescimento de 57% de telespectadores em relação ao Miss USA 2010, transmitido antes de um episódio do The Celebrity Apprentice (7,246 milhões de telespectadores contra 5,276 milhões). Esses números foram superiores inclusive ao de estreias de séries de TV paga, como Falling Skies, da TNT, cujo piloto foi visto por 5,9 milhões de telespectadores.
Na série histórica da Nielsen Ratings, a edição 2011 do Miss USA foi a mais vista desde 2007 e a de maior audiência no público entre 18 e 49 anos desde 2005.
Em sua primeira hora de exibição, o concurso derrotou em telespectadores a transmissão da 38ª edição dos Prêmios Emmy do Daytime, na CBS (6,6 milhões contra 5,8 milhões), mas empatou com a premiação televisiva na média nacional das afiliadas: 3,8 pontos para ambos os eventos, realizados na mesma região de Las Vegas. Na amostra 18-49, o Miss USA 2011 venceu o Daytime Emmys por 2,0 a 0,8. Reprises de Castle (ABC) e das animações da FOX (Family Guy e American Dad!) tiveram 3,3 e 3,5 milhões de telespectadores, respectivamente.
Na sua última meia-hora de exibição, o concurso chegou a ser visto por 8,3 milhões de telespectadores, batendo a audiência combinada de reprises de Body of Proof (ABC, 4 milhões) e The Good Wife (CBS, 3,2 milhões). Na faixa entre 22 e 23h, a NBC teve 7,8 milhões de telespectadores, média de 4,7 pontos e share domiciliar de 8, segundo a Nielsen.
A transmissão do Miss USA 2011 foi o sexto programa mais assistido na faixa 18-49 e o 11º programa mais assistido em todas as faixas etárias na televisão aberta americana na semana entre 11 e 19 de junho de 2011.

## Apresentadores e atrações musicais
Em 8 de junho, a organização do Miss USA confirmou os nomes dos apresentadores Andy Cohen (Watch What Happens: Live!, da Bravo Network) e Giuliana Rancic (E! News) como apresentadores de palco da 60ª edição do certame. A aprensentadora e cantora Kelly Osbourne (Fashion Police, E!) fez os comentários de camarote ao lado da Miss USA 2003, Susie Castillo.
No dia 17 de junho, a organização do Miss USA confirmou os nomes do rapper britânico Tinie Tempah e de Eric Turner para se apresentarem no segmento de trajes de gala.

### Programação musical
- Abertura: On the Floor (Jennifer Lopez com Pitbull)
- Trajes de banho: Blow (Ke$ha)
- Trajes de gala: Written in the Stars (Tinie Tempah com Eric Turner) (performance ao vivo)

## Jurados

### Da final televisionada de 19/06/2011
| Jurado                | Profissão                                                                        |
| Tyson Chandler        | Pivô do Dallas Mavericks, campeão das Finais da NBA de 2011                      |
| Rocco DiSpirito       | Chef de celebridades                                                             |
| Mariel Hemingway      | Atriz indicada ao Óscar (Manhattan, 1979) e escritora                            |
| Penn Jillette         | Comediante do duo Penn & Teller                                                  |
| Lil Jon               | Rapper, produtor musical e finalista da quarta temporada do Celebrity Apprentice |
| Caroline Manzo        | participante de The Real Housewives of New Jersey                                |
| Suzie Weiss-Fischmann | Co-fundadora da OPI Products                                                     |
| Zuleyka Rivera        | Miss Universo 2006                                                               |

### Da etapa preliminar de 15/06/2011
| Jurado         | Profissão                                                              |
| BJ Coleman     | Publicista, jornalista e personalidade televisiva                      |
| Brian Fitterer | Empresário do ramo imobiliário                                         |
| Christie Bear  | Produtora associada da TMZ                                             |
| Coleen Grillo  | Executiva de talentos                                                  |
| Fred Nelson    | Presidente da organização do People's Choice Award                     |
| Lauren Ivester | Ex-modelo e designer de moda                                           |
| Mark Rogers    | Gerente regional para o sudoeste dos Estados Unidos da JetBlue Airways |
| Valerie Nome   | Editora de celebridades da revista OK!                                 |
| Wayne Bernath  | Jornalista e publicista                                                |

## Candidatas ao Miss USA não nascidas em território americano
Duas das competidoras do Miss USA 2011 nasceram fora do território norte-americano/estadunidense, embora tenham crescido no país:
- Idaho: Erza Halti é kosovar
- Washington: Angelina Kayyalaynen é ucraniana